# 吳禎 (景泰進士)
吳禎（1416年—？），字從善，直隸潛山縣人，□軍籍，明朝政治人物。進士出身。

## 生平
順天府鄉試第七十三名。景泰五年（1454年）甲戌科會試第一百八十名，殿試登進士第二甲第六十四名。

## 家族
曾祖吳興。祖父吳壽。父亲吳仲賢。